# Liste der Nummer-eins-Hits in Kanada (2021)
Dies ist eine Liste der Nummer-eins-Hits in Kanada im Jahr 2021. Die basiert auf den offiziellen Top-20-Album- und -Trackcharts von Music Canada im Auftrag der kanadischen Vertretung der IFPI.
Angaben über das Nummer-eins-Album vom 5. Juli 2021 sind im Archiv von Music Canada nicht verfügbar.

## Singles
| ← 2020 ← | Liste der Nummer-eins-Hits in Kanada | Liste der Nummer-eins-Hits in Kanada | Liste der Nummer-eins-Hits in Kanada | 2022 → |
| \| Zeitraum \| Wo. ges. \| Interpret \| Titel Autor(en) \| Zusätzliche Informationen \| \| (Zeitraum, Wochen auf Platz eins, Interpret, Titel, Autor[en], zusätzliche Informationen) \| \| \| \| \| \| ----------------------------------------------------------------------------------------- \| -------- \| ---------------------------- \| ----------------------------------------------------------------------------------------------------------------------------------------------------------------------------------------------------------------------------------------------------------------------------- \| -------------------------------------------------------------------------------------------------------------------------------------------------------------------------------------------------------------- \| \| 28. Dezember 2020 – 10. Januar 2021 2 Wochen (insgesamt 3) \| 3 \| Ed Sheeran \| Afterglow Frederick John Philip Gibson, David Hall Hodges, Edward Christopher Sheeran \| – \| \| 11. Januar 2021 – 17. Januar 2021 1 Woche \| 1 \| Justin Bieber \| Anyone Justin Drew Bieber, Jonathan David Bellion, Alexander Izquierdo, Stefan Adam Johnson, Jordan Kendall Johnson, Andrew Wotman, Michael Ross Pollack, Raúl Ignacio Cubina, Mark Carl Stolinski Williams, David Frank Paich, Susan Porcaro Goings, Joseph Stanley Williams \| – \| \| 18. Januar 2021 – 14. Februar 2021 4 Wochen (insgesamt 6) \| 6 \| Olivia Rodrigo \| Drivers License Daniel Leonard Nigro, Olivia Rodrigo \| – \| \| 15. Februar 2021 – 21. Februar 2021 1 Woche (insgesamt 4) \| 4 \| The Weeknd \| Blinding Lights Ahmad Balshe, Oscar Thomas Holter, Martin Karl Sandberg, Jason Matthew Quenneville, Abel Tesfaye \| – \| \| 22. Februar 2021 – 28. Februar 2021 1 Woche \| 1 \| Pink & Willow Sage Hart \| Cover Me in Sunshine Amy Rose Allen, Maureen Anne McDonald \| – \| \| 1. März 2021 – 14. März 2021 2 Wochen (insgesamt 6) \| 6 \| Olivia Rodrigo \| Drivers License Daniel Leonard Nigro, Olivia Rodrigo \| – \| \| 15. März 2021 – 21. März 2021 1 Woche \| 1 \| Drake \| What’s Next Jonathan DeMario Priester, Maneesh Bidaye, Aubrey Drake Graham \| – \| \| 22. März 2021 – 28. März 2021 1 Woche (insgesamt 3) \| 3 \| The Weeknd \| Save Your Tears Martin Karl Sandberg, Abel Tesfaye, Ahmad Balshe, Oscar Thomas Holter, Jason Matthew Quenneville \| – \| \| 29. März 2021 – 4. April 2021 1 Woche (insgesamt 3) \| 3 \| Ed Sheeran \| Afterglow Frederick John Philip Gibson, David Hall Hodges, Edward Christopher Sheeran \| – \| \| 5. April 2021 – 25. April 2021 3 Wochen \| 3 \| Lil Nas X \| Montero (Call Me by Your Name) Montero Lamar Hill, David Charles Marshall Biral, Denzel Michael Akil Baptiste, Rosario Peter Lenzo IV, Omer Fedi \| – \| \| 26. April 2021 – 2. Mai 2021 1 Woche (insgesamt 2) \| 2 \| Masked Wolf \| Astronaut in the Ocean Tyron Takaha Hapi, Harry Michael \| – \| \| 3. Mai 2021 – 16. Mai 2021 2 Wochen (insgesamt 3) \| 3 \| The Weeknd \| Save Your Tears Martin Karl Sandberg, Abel Tesfaye, Ahmad Balshe, Oscar Thomas Holter, Jason Matthew Quenneville \| – \| \| 17. Mai 2021 – 23. Mai 2021 1 Woche \| 1 \| Pink \| All I Know So Far Benj Pasek, Justin Noble Paul, Alecia Beth Moore \| – \| \| 24. Mai 2021 – 30. Mai 2021 1 Woche \| 1 \| Dua Lipa feat. DaBaby \| Levitating Clarence Bernard Coffee, Sarah Theresa Hudson, Stephen Noel Kozmeniuk, Dua Lipa, Jonathan Lyndale Kirk \| – \| \| 31. Mai 2021 – 13. Juni 2021 2 Wochen \| 2 \| BTS \| Butter Jenna Lauren Antonia Elyse Hamilton-Andrews, Alexander Joshua Bilowitz, Sebastian Garcia, Robert Francis Grimaldi, Stephen Eric Kirk Jr., Kim Nam-joon, Ron D. Perry \| – \| \| 14. Juni 2021 – 20. Juni 2021 1 Woche (insgesamt 2) \| 2 \| Masked Wolf \| Astronaut in the Ocean Tyron Takaha Hapi, Harry Michael \| – \| \| 21. Juni 2021 – 27. Juni 2021 1 Woche \| 1 \| Nightbirde \| It’s Ok Jane Kristen Marczewski \| Die Sängerin verdankt den Erfolg der Teilnahme an den Auditions von America’s Got Talent. Sie musste danach aber wegen einer Krebserkrankung absagen, an der sie 6 Monate später starb. \| \| 28. Juni 2021 – 4. Juli 2021 1 Woche \| 1 \| Creedence Clearwater Revival \| Have You Ever Seen the Rain? John Cameron Fogerty \| Schon seit Jahren gab es bei iTunes 69¢-Aktionen bei Liederdownloads, ein Angebot mit verschiedenen „Rock Hits“ bringt diesen Hit 50 Jahre nach Erstveröffentlichung zum zweiten Mal auf Platz 1 in Kanada.[1] \| \| 5. Juli 2021 – 18. Juli 2021 2 Wochen (insgesamt 11) \| 11 \| Ed Sheeran \| Bad Habits Edward Christopher Sheeran, Johnny McDaid, Frederick John Philip Gibson \| – \| \| 19. Juli 2021 – 25. Juli 2021 1 Woche \| 1 \| BTS \| Permission to Dance Edward Christopher Sheeran, Johnny McDaid, Jenna Lauren Antonia Elyse Hamilton-Andrews, Steven McCutcheon \| – \| \| 26. Juli 2021 – 19. September 2021 8 Wochen (insgesamt 11) \| 11 \| Ed Sheeran \| Bad Habits Edward Christopher Sheeran, Johnny McDaid, Frederick John Philip Gibson \| – \| \| 20. September 2021 – 26. September 2021 1 Woche (insgesamt 2) \| 2 \| Ed Sheeran \| Shivers Edward Christopher Sheeran, Steven McCutcheon, Kal Lavelle, Johnny McDaid \| – \| \| 27. September 2021 – 3. Oktober 2021 1 Woche (insgesamt 11) \| 11 \| Ed Sheeran \| Bad Habits Edward Christopher Sheeran, Johnny McDaid, Frederick John Philip Gibson \| – \| \| 4. Oktober 2021 – 10. Oktober 2021 1 Woche \| 1 \| Coldplay & BTS \| My Universe Oscar Thomas Holter, Guy Rupert Berryman, Jonathan Mark Buckland, William Champion, Christopher Anthony John Martin, Jeong Ho-seok, Min Yoon-gi, Kim Nam-joon, Bill Rahko, Martin Karl Sandberg \| – \| \| 11. Oktober 2021 – 17. Oktober 2021 1 Woche (insgesamt 2) \| 2 \| Ed Sheeran \| Shivers Edward Christopher Sheeran, Steven McCutcheon, Kal Lavelle, Johnny McDaid \| – \| \| 18. Oktober 2021 – 24. Oktober 2021 1 Woche (insgesamt 15) \| 15 \| Elton John & Dua Lipa \| Cold Heart (Pnau Remix) Dean John Meredith, Andrew John Meecham, Elton John, Bernard John P. Taupin, Nicholas George Littlemore, Peter Bruce Mayes, Samuel David Littlemore \| – \| \| 25. Oktober 2021 – 7. November 2021 2 Wochen (insgesamt 3) \| 3 \| Adele \| Easy on Me Gregory Allen Kurstin, Adele Laurie Blue Adkins \| – \| \| 8. November 2021 – 21. November 2021 2 Wochen (insgesamt 15) \| 15 \| Elton John & Dua Lipa \| Cold Heart (Pnau Remix) Dean John Meredith, Andrew John Meecham, Elton John, Bernard John P. Taupin, Nicholas George Littlemore, Peter Bruce Mayes, Samuel David Littlemore \| – \| \| 22. November 2021 – 28. November 2021 1 Woche (insgesamt 3) \| 3 \| Adele \| Easy on Me Gregory Allen Kurstin, Adele Laurie Blue Adkins \| – \| \| 29. November 2021 – 12. Dezember 2021 2 Wochen (insgesamt 15) \| 15 \| Elton John & Dua Lipa \| Cold Heart (Pnau Remix) Dean John Meredith, Andrew John Meecham, Elton John, Bernard John P. Taupin, Nicholas George Littlemore, Peter Bruce Mayes, Samuel David Littlemore \| – \| \| 13. Dezember 2021 – 19. Dezember 2021 1 Woche \| 1 \| Ed Sheeran & Elton John \| Merry Christmas Edward Christopher Sheeran, Elton John \| – \| \| 20. Dezember 2021 – 30. Januar 2022 6 Wochen (insgesamt 13) \| 13 \| Elton John & Dua Lipa \| Cold Heart (Pnau Remix) Dean John Meredith, Andrew John Meecham, Elton John, Bernard John P. Taupin, Nicholas George Littlemore, Peter Bruce Mayes, Samuel David Littlemore \| – \| |                                      |                                      | | |
| ← 2020 |                                      |                                      | | → 2022 → |
| Zeitraum | Wo. ges.                             | Interpret                            | Titel Autor(en) | Zusätzliche Informationen |
| (Zeitraum, Wochen auf Platz eins, Interpret, Titel, Autor[en], zusätzliche Informationen) |                                      |                                      | | |
| 28. Dezember 2020 – 10. Januar 2021 2 Wochen (insgesamt 3) | 3                                    | Ed Sheeran                           | Afterglow Frederick John Philip Gibson, David Hall Hodges, Edward Christopher Sheeran | – |
| 11. Januar 2021 – 17. Januar 2021 1 Woche | 1                                    | Justin Bieber                        | Anyone Justin Drew Bieber, Jonathan David Bellion, Alexander Izquierdo, Stefan Adam Johnson, Jordan Kendall Johnson, Andrew Wotman, Michael Ross Pollack, Raúl Ignacio Cubina, Mark Carl Stolinski Williams, David Frank Paich, Susan Porcaro Goings, Joseph Stanley Williams | – |
| 18. Januar 2021 – 14. Februar 2021 4 Wochen (insgesamt 6) | 6                                    | Olivia Rodrigo                       | Drivers License Daniel Leonard Nigro, Olivia Rodrigo | – |
| 15. Februar 2021 – 21. Februar 2021 1 Woche (insgesamt 4) | 4                                    | The Weeknd                           | Blinding Lights Ahmad Balshe, Oscar Thomas Holter, Martin Karl Sandberg, Jason Matthew Quenneville, Abel Tesfaye | – |
| 22. Februar 2021 – 28. Februar 2021 1 Woche | 1                                    | Pink & Willow Sage Hart              | Cover Me in Sunshine Amy Rose Allen, Maureen Anne McDonald | – |
| 1. März 2021 – 14. März 2021 2 Wochen (insgesamt 6) | 6                                    | Olivia Rodrigo                       | Drivers License Daniel Leonard Nigro, Olivia Rodrigo | – |
| 15. März 2021 – 21. März 2021 1 Woche | 1                                    | Drake                                | What’s Next Jonathan DeMario Priester, Maneesh Bidaye, Aubrey Drake Graham | – |
| 22. März 2021 – 28. März 2021 1 Woche (insgesamt 3) | 3                                    | The Weeknd                           | Save Your Tears Martin Karl Sandberg, Abel Tesfaye, Ahmad Balshe, Oscar Thomas Holter, Jason Matthew Quenneville | – |
| 29. März 2021 – 4. April 2021 1 Woche (insgesamt 3) | 3                                    | Ed Sheeran                           | Afterglow Frederick John Philip Gibson, David Hall Hodges, Edward Christopher Sheeran | – |
| 5. April 2021 – 25. April 2021 3 Wochen | 3                                    | Lil Nas X                            | Montero (Call Me by Your Name) Montero Lamar Hill, David Charles Marshall Biral, Denzel Michael Akil Baptiste, Rosario Peter Lenzo IV, Omer Fedi | – |
| 26. April 2021 – 2. Mai 2021 1 Woche (insgesamt 2) | 2                                    | Masked Wolf                          | Astronaut in the Ocean Tyron Takaha Hapi, Harry Michael | – |
| 3. Mai 2021 – 16. Mai 2021 2 Wochen (insgesamt 3) | 3                                    | The Weeknd                           | Save Your Tears Martin Karl Sandberg, Abel Tesfaye, Ahmad Balshe, Oscar Thomas Holter, Jason Matthew Quenneville | – |
| 17. Mai 2021 – 23. Mai 2021 1 Woche | 1                                    | Pink                                 | All I Know So Far Benj Pasek, Justin Noble Paul, Alecia Beth Moore | – |
| 24. Mai 2021 – 30. Mai 2021 1 Woche | 1                                    | Dua Lipa feat. DaBaby                | Levitating Clarence Bernard Coffee, Sarah Theresa Hudson, Stephen Noel Kozmeniuk, Dua Lipa, Jonathan Lyndale Kirk | – |
| 31. Mai 2021 – 13. Juni 2021 2 Wochen | 2                                    | BTS                                  | Butter Jenna Lauren Antonia Elyse Hamilton-Andrews, Alexander Joshua Bilowitz, Sebastian Garcia, Robert Francis Grimaldi, Stephen Eric Kirk Jr., Kim Nam-joon, Ron D. Perry                                                                                                   | – |
| 14. Juni 2021 – 20. Juni 2021 1 Woche (insgesamt 2) | 2                                    | Masked Wolf                          | Astronaut in the Ocean Tyron Takaha Hapi, Harry Michael | – |
| 21. Juni 2021 – 27. Juni 2021 1 Woche | 1                                    | Nightbirde                           | It’s Ok Jane Kristen Marczewski | Die Sängerin verdankt den Erfolg der Teilnahme an den Auditions von America’s Got Talent. Sie musste danach aber wegen einer Krebserkrankung absagen, an der sie 6 Monate später starb.                     |
| 28. Juni 2021 – 4. Juli 2021 1 Woche | 1                                    | Creedence Clearwater Revival         | Have You Ever Seen the Rain? John Cameron Fogerty | Schon seit Jahren gab es bei iTunes 69¢-Aktionen bei Liederdownloads, ein Angebot mit verschiedenen „Rock Hits“ bringt diesen Hit 50 Jahre nach Erstveröffentlichung zum zweiten Mal auf Platz 1 in Kanada. |
| 5. Juli 2021 – 18. Juli 2021 2 Wochen (insgesamt 11) | 11                                   | Ed Sheeran                           | Bad Habits Edward Christopher Sheeran, Johnny McDaid, Frederick John Philip Gibson | – |
| 19. Juli 2021 – 25. Juli 2021 1 Woche | 1                                    | BTS                                  | Permission to Dance Edward Christopher Sheeran, Johnny McDaid, Jenna Lauren Antonia Elyse Hamilton-Andrews, Steven McCutcheon | – |
| 26. Juli 2021 – 19. September 2021 8 Wochen (insgesamt 11) | 11                                   | Ed Sheeran                           | Bad Habits Edward Christopher Sheeran, Johnny McDaid, Frederick John Philip Gibson | – |
| 20. September 2021 – 26. September 2021 1 Woche (insgesamt 2) | 2                                    | Ed Sheeran                           | Shivers Edward Christopher Sheeran, Steven McCutcheon, Kal Lavelle, Johnny McDaid | – |
| 27. September 2021 – 3. Oktober 2021 1 Woche (insgesamt 11) | 11                                   | Ed Sheeran                           | Bad Habits Edward Christopher Sheeran, Johnny McDaid, Frederick John Philip Gibson | – |
| 4. Oktober 2021 – 10. Oktober 2021 1 Woche | 1                                    | Coldplay & BTS                       | My Universe Oscar Thomas Holter, Guy Rupert Berryman, Jonathan Mark Buckland, William Champion, Christopher Anthony John Martin, Jeong Ho-seok, Min Yoon-gi, Kim Nam-joon, Bill Rahko, Martin Karl Sandberg                                                                   | – |
| 11. Oktober 2021 – 17. Oktober 2021 1 Woche (insgesamt 2) | 2                                    | Ed Sheeran                           | Shivers Edward Christopher Sheeran, Steven McCutcheon, Kal Lavelle, Johnny McDaid | – |
| 18. Oktober 2021 – 24. Oktober 2021 1 Woche (insgesamt 15) | 15                                   | Elton John & Dua Lipa                | Cold Heart (Pnau Remix) Dean John Meredith, Andrew John Meecham, Elton John, Bernard John P. Taupin, Nicholas George Littlemore, Peter Bruce Mayes, Samuel David Littlemore                                                                                                   | – |
| 25. Oktober 2021 – 7. November 2021 2 Wochen (insgesamt 3) | 3                                    | Adele                                | Easy on Me Gregory Allen Kurstin, Adele Laurie Blue Adkins | – |
| 8. November 2021 – 21. November 2021 2 Wochen (insgesamt 15) | 15                                   | Elton John & Dua Lipa                | Cold Heart (Pnau Remix) Dean John Meredith, Andrew John Meecham, Elton John, Bernard John P. Taupin, Nicholas George Littlemore, Peter Bruce Mayes, Samuel David Littlemore                                                                                                   | – |
| 22. November 2021 – 28. November 2021 1 Woche (insgesamt 3) | 3                                    | Adele                                | Easy on Me Gregory Allen Kurstin, Adele Laurie Blue Adkins | – |
| 29. November 2021 – 12. Dezember 2021 2 Wochen (insgesamt 15) | 15                                   | Elton John & Dua Lipa                | Cold Heart (Pnau Remix) Dean John Meredith, Andrew John Meecham, Elton John, Bernard John P. Taupin, Nicholas George Littlemore, Peter Bruce Mayes, Samuel David Littlemore                                                                                                   | – |
| 13. Dezember 2021 – 19. Dezember 2021 1 Woche | 1                                    | Ed Sheeran & Elton John              | Merry Christmas Edward Christopher Sheeran, Elton John | – |
| 20. Dezember 2021 – 30. Januar 2022 6 Wochen (insgesamt 13) | 13                                   | Elton John & Dua Lipa                | Cold Heart (Pnau Remix) Dean John Meredith, Andrew John Meecham, Elton John, Bernard John P. Taupin, Nicholas George Littlemore, Peter Bruce Mayes, Samuel David Littlemore                                                                                                   | – |

## Alben
| ← 2020 ← | Liste der Nummer-eins-Hits in Kanada | Liste der Nummer-eins-Hits in Kanada | Liste der Nummer-eins-Hits in Kanada                                              | 2022 →                    |
| \| Zeitraum \| Wo. ges. \| Interpret \| Titel \| Zusätzliche Informationen \| \| (Zeitraum, Wochen auf Platz eins, Interpret, Titel, zusätzliche Informationen) \| \| \| \| \| \| ---------------------------------------------------------------------------------------------------- \| -------- \| ------------------------ \| --------------------------------------------------------------------------------- \| ------------------------- \| \| 28. Dezember 2020 – 3. Januar 2021 1 Woche \| 1 \| Paul McCartney \| Paul McCartney III \| – \| \| 4. Januar 2021 – 17. Januar 2021 2 Wochen (insgesamt 4) \| 4 \| Taylor Swift \| Evermore \| – \| \| 18. Januar 2021 – 24. Januar 2021 1 Woche \| 1 \| Morgan Wallen \| Dangerous: The Double Album \| – \| \| 25. Januar 2021 – 31. Januar 2021 1 Woche \| 1 \| Why Don’t We \| The Good Times and the Bad Ones \| – \| \| 1. Februar 2021 – 7. Februar 2021 1 Woche \| 1 \| Seatbelts \| Cowboy Bebop (Soundtrack) \| – \| \| 8. Februar 2021 – 14. Februar 2021 1 Woche \| 1 \| Andreanne A. Malette \| Sitka \| – \| \| 15. Februar 2021 – 28. Februar 2021 2 Wochen \| 2 \| Foo Fighters \| Medicine at Midnight \| – \| \| 1. März 2021 – 7. März 2021 1 Woche \| 1 \| Claude Dubois \| Dubois solide \| – \| \| 8. März 2021 – 14. März 2021 1 Woche \| 1 \| Alice Cooper \| Detroit Stories \| – \| \| 15. März 2021 – 21. März 2021 1 Woche \| 1 \| Kings of Leon \| When You See Yourself \| – \| \| 22. März 2021 – 28. März 2021 1 Woche \| 1 \| Irvin Blais \| Léda \| – \| \| 29. März 2021 – 4. April 2021 1 Woche \| 1 \| Justin Bieber \| Justice \| – \| \| 5. April 2021 – 11. April 2021 1 Woche \| 1 \| Evanescence \| The Bitter Truth \| – \| \| 12. April 2021 – 18. April 2021 1 Woche \| 1 \| Demi Lovato \| Dancing with the Devil … The Art of Starting Over \| – \| \| 19. April 2021 – 25. April 2021 1 Woche \| 1 \| Taylor Swift \| Fearless (Taylor’s Version) \| – \| \| 26. April 2021 – 2. Mai 2021 1 Woche \| 1 \| Alex Henry Foster \| Standing Under Bright Lights – Live from Festival Internation de Jazz de Montreal \| – \| \| 3. Mai 2021 – 23. Mai 2021 3 Wochen \| 3 \| Charlotte Cardin \| Phoenix \| – \| \| 24. Mai 2021 – 30. Mai 2021 1 Woche \| 1 \| The Black Keys \| Delta Kream \| – \| \| 31. Mai 2021 – 6. Juni 2021 1 Woche (insgesamt 4) \| 4 \| The Tragically Hip \| Saskadelphia \| – \| \| 7. Juni 2021 – 13. Juni 2021 1 Woche \| 1 \| Sef Lemelin \| Modulation \| – \| \| 14. Juni 2021 – 20. Juni 2021 1 Woche (insgesamt 4) \| 4 \| The Tragically Hip \| Saskadelphia \| – \| \| 21. Juni 2021 – 27. Juni 2021 1 Woche (insgesamt 4) \| 4 \| Taylor Swift \| Evermore \| – \| \| 28. Juni 2021 – 4. Juli 2021 1 Woche (insgesamt 4) \| 4 \| The Tragically Hip \| Saskadelphia \| – \| \| Angaben über das Nummer-eins-Album vom 5. Juli 2021 sind im Archiv von Music Canada nicht verfügbar. \| \| \| \| \| \| \| \| \| \| \| \| 12. Juli 2021 – 18. Juli 2021 1 Woche (insgesamt 4) \| 4 \| The Tragically Hip \| Saskadelphia \| – \| \| 19. Juli 2021 – 25. Juli 2021 1 Woche \| 1 \| Tomorrow X Together \| The Chaos Chapter: Freeze \| – \| \| 26. Juli 2021 – 1. August 2021 1 Woche \| 1 \| John Mayer \| Sob Rock \| – \| \| 2. August 2021 – 29. August 2021 4 Wochen \| 4 \| Billie Eilish \| Happier Than Ever \| – \| \| 30. August 2021 – 5. September 2021 1 Woche \| 1 \| Lorde \| Solar Power \| – \| \| 6. September 2021 – 12. September 2021 1 Woche \| 1 \| Halsey \| If I Can’t Have Love, I Want Power \| – \| \| 13. September 2021 – 19. September 2021 1 Woche \| 1 \| Iron Maiden \| Senjutsu \| – \| \| 20. September 2021 – 3. Oktober 2021 2 Wochen \| 2 \| Metallica \| Metallica \| – \| \| 4. Oktober 2021 – 10. Oktober 2021 1 Woche \| 1 \| Patrice Michaud \| Grand voyage désorganisé \| – \| \| 11. Oktober 2021 – 17. Oktober 2021 1 Woche \| 1 \| Tony Bennett & Lady Gaga \| Love for Sale \| – \| \| 18. Oktober 2021 – 24. Oktober 2021 1 Woche \| 1 \| Trivium \| In the Court of the Dragon \| – \| \| 25. Oktober 2021 – 31. Oktober 2021 1 Woche \| 1 \| Coldplay \| Music of the Spheres \| – \| \| 1. November 2021 – 7. November 2021 1 Woche \| 1 \| Dream Theater \| A View from the Top of the World \| – \| \| 8. November 2021 – 14. November 2021 1 Woche \| 1 \| Ed Sheeran \| = \| – \| \| 15. November 2021 – 21. November 2021 1 Woche \| 1 \| ABBA \| Voyage \| – \| \| 22. November 2021 – 28. November 2021 1 Woche \| 1 \| Taylor Swift \| Red (Taylor’s Version) \| – \| \| 29. November 2021 – 16. Januar 2022 7 Wochen (insgesamt 8) \| 8 \| Adele \| 30 \| – \| |                                      |                                      |                                                                                   |                           |
| ← 2020 |                                      |                                      |                                                                                   | → 2022 →                  |
| Zeitraum | Wo. ges.                             | Interpret                            | Titel                                                                             | Zusätzliche Informationen |
| (Zeitraum, Wochen auf Platz eins, Interpret, Titel, zusätzliche Informationen) |                                      |                                      |                                                                                   |                           |
| 28. Dezember 2020 – 3. Januar 2021 1 Woche | 1                                    | Paul McCartney                       | Paul McCartney III                                                                | –                         |
| 4. Januar 2021 – 17. Januar 2021 2 Wochen (insgesamt 4) | 4                                    | Taylor Swift                         | Evermore                                                                          | –                         |
| 18. Januar 2021 – 24. Januar 2021 1 Woche | 1                                    | Morgan Wallen                        | Dangerous: The Double Album                                                       | –                         |
| 25. Januar 2021 – 31. Januar 2021 1 Woche | 1                                    | Why Don’t We                         | The Good Times and the Bad Ones                                                   | –                         |
| 1. Februar 2021 – 7. Februar 2021 1 Woche | 1                                    | Seatbelts                            | Cowboy Bebop (Soundtrack)                                                         | –                         |
| 8. Februar 2021 – 14. Februar 2021 1 Woche | 1                                    | Andreanne A. Malette                 | Sitka                                                                             | –                         |
| 15. Februar 2021 – 28. Februar 2021 2 Wochen | 2                                    | Foo Fighters                         | Medicine at Midnight                                                              | –                         |
| 1. März 2021 – 7. März 2021 1 Woche | 1                                    | Claude Dubois                        | Dubois solide                                                                     | –                         |
| 8. März 2021 – 14. März 2021 1 Woche | 1                                    | Alice Cooper                         | Detroit Stories                                                                   | –                         |
| 15. März 2021 – 21. März 2021 1 Woche | 1                                    | Kings of Leon                        | When You See Yourself                                                             | –                         |
| 22. März 2021 – 28. März 2021 1 Woche | 1                                    | Irvin Blais                          | Léda                                                                              | –                         |
| 29. März 2021 – 4. April 2021 1 Woche | 1                                    | Justin Bieber                        | Justice                                                                           | –                         |
| 5. April 2021 – 11. April 2021 1 Woche | 1                                    | Evanescence                          | The Bitter Truth                                                                  | –                         |
| 12. April 2021 – 18. April 2021 1 Woche | 1                                    | Demi Lovato                          | Dancing with the Devil … The Art of Starting Over                                 | –                         |
| 19. April 2021 – 25. April 2021 1 Woche | 1                                    | Taylor Swift                         | Fearless (Taylor’s Version)                                                       | –                         |
| 26. April 2021 – 2. Mai 2021 1 Woche | 1                                    | Alex Henry Foster                    | Standing Under Bright Lights – Live from Festival Internation de Jazz de Montreal | –                         |
| 3. Mai 2021 – 23. Mai 2021 3 Wochen | 3                                    | Charlotte Cardin                     | Phoenix                                                                           | –                         |
| 24. Mai 2021 – 30. Mai 2021 1 Woche | 1                                    | The Black Keys                       | Delta Kream                                                                       | –                         |
| 31. Mai 2021 – 6. Juni 2021 1 Woche (insgesamt 4) | 4                                    | The Tragically Hip                   | Saskadelphia                                                                      | –                         |
| 7. Juni 2021 – 13. Juni 2021 1 Woche | 1                                    | Sef Lemelin                          | Modulation                                                                        | –                         |
| 14. Juni 2021 – 20. Juni 2021 1 Woche (insgesamt 4) | 4                                    | The Tragically Hip                   | Saskadelphia                                                                      | –                         |
| 21. Juni 2021 – 27. Juni 2021 1 Woche (insgesamt 4) | 4                                    | Taylor Swift                         | Evermore                                                                          | –                         |
| 28. Juni 2021 – 4. Juli 2021 1 Woche (insgesamt 4) | 4                                    | The Tragically Hip                   | Saskadelphia                                                                      | –                         |
| Angaben über das Nummer-eins-Album vom 5. Juli 2021 sind im Archiv von Music Canada nicht verfügbar. |                                      |                                      |                                                                                   |                           |
| |                                      |                                      |                                                                                   |                           |
| 12. Juli 2021 – 18. Juli 2021 1 Woche (insgesamt 4) | 4                                    | The Tragically Hip                   | Saskadelphia                                                                      | –                         |
| 19. Juli 2021 – 25. Juli 2021 1 Woche | 1                                    | Tomorrow X Together                  | The Chaos Chapter: Freeze                                                         | –                         |
| 26. Juli 2021 – 1. August 2021 1 Woche | 1                                    | John Mayer                           | Sob Rock                                                                          | –                         |
| 2. August 2021 – 29. August 2021 4 Wochen | 4                                    | Billie Eilish                        | Happier Than Ever                                                                 | –                         |
| 30. August 2021 – 5. September 2021 1 Woche | 1                                    | Lorde                                | Solar Power                                                                       | –                         |
| 6. September 2021 – 12. September 2021 1 Woche | 1                                    | Halsey                               | If I Can’t Have Love, I Want Power                                                | –                         |
| 13. September 2021 – 19. September 2021 1 Woche | 1                                    | Iron Maiden                          | Senjutsu                                                                          | –                         |
| 20. September 2021 – 3. Oktober 2021 2 Wochen | 2                                    | Metallica                            | Metallica                                                                         | –                         |
| 4. Oktober 2021 – 10. Oktober 2021 1 Woche | 1                                    | Patrice Michaud                      | Grand voyage désorganisé                                                          | –                         |
| 11. Oktober 2021 – 17. Oktober 2021 1 Woche | 1                                    | Tony Bennett & Lady Gaga             | Love for Sale                                                                     | –                         |
| 18. Oktober 2021 – 24. Oktober 2021 1 Woche | 1                                    | Trivium                              | In the Court of the Dragon                                                        | –                         |
| 25. Oktober 2021 – 31. Oktober 2021 1 Woche | 1                                    | Coldplay                             | Music of the Spheres                                                              | –                         |
| 1. November 2021 – 7. November 2021 1 Woche | 1                                    | Dream Theater                        | A View from the Top of the World                                                  | –                         |
| 8. November 2021 – 14. November 2021 1 Woche | 1                                    | Ed Sheeran                           | =                                                                                 | –                         |
| 15. November 2021 – 21. November 2021 1 Woche | 1                                    | ABBA                                 | Voyage                                                                            | –                         |
| 22. November 2021 – 28. November 2021 1 Woche | 1                                    | Taylor Swift                         | Red (Taylor’s Version)                                                            | –                         |
| 29. November 2021 – 16. Januar 2022 7 Wochen (insgesamt 8) | 8                                    | Adele                                | 30                                                                                | –                         |